# Partit Comunista Portuguès
El Partit Comunista Portuguès, (Partido Comunista Português pron. AFI [pɐɾ'tiðu kumu'niʃtɐ puɾtu'ɣeʃ]), o PCP, és un partit polític comunista de Portugal.
És un dels partits polítics més antics i amb més història dels que encara avui existeixen i continuen actius. Té diputats a l'Assemblea de la República portuguesa i al Parlament Europeu, on està integrat al grup GUE-NGL. L'actual líder és Paulo Raimundo.

## Història
El PCP va ser fundat el 1921 com a Secció Portuguesa de la Internacional Comunista (Comintern). Il·legalitzat a les acaballes dels anys 20, el PCP va tenir un papel fonamental a l'oposició al règim dictatorial, l'Estat Nou, conduït per António de Oliveira Salazar (1933-1968) i per Marcelo Caetano (1968-1974). Aleshores, el PCP era el partit (llavors clandestí) més organitzat i més fort dels opositors. Va ser suprimit constantment per la policia política, la PIDE, que va obligar els seus membres a viure a la clandestinitat, sota l'amenaça de presó, tortura o assassinat. Després de la Revolució dels Clavells, el 25 d'abril del 1974, els trenta-sis membres del Comité Central, entre tots, ja havien complert més de tres-cents anys de presó.
Després de la dictadura, el PCP es va convertir en una de les principals forces polítiques del nou règim (ja democràtic), principalment entre la classe treballadora, i continua sent popular en amplis sectors de la societat portuguesa, principalment a les zones rurals de l'Alentejo i del Ribatejo, i a zones industrials com Lisboa i Setúbal, on governa alguns municipis.
El PCP publica el periòdic setmanal Avante!, fundat el 1931, i la revista bimestral O Militante.

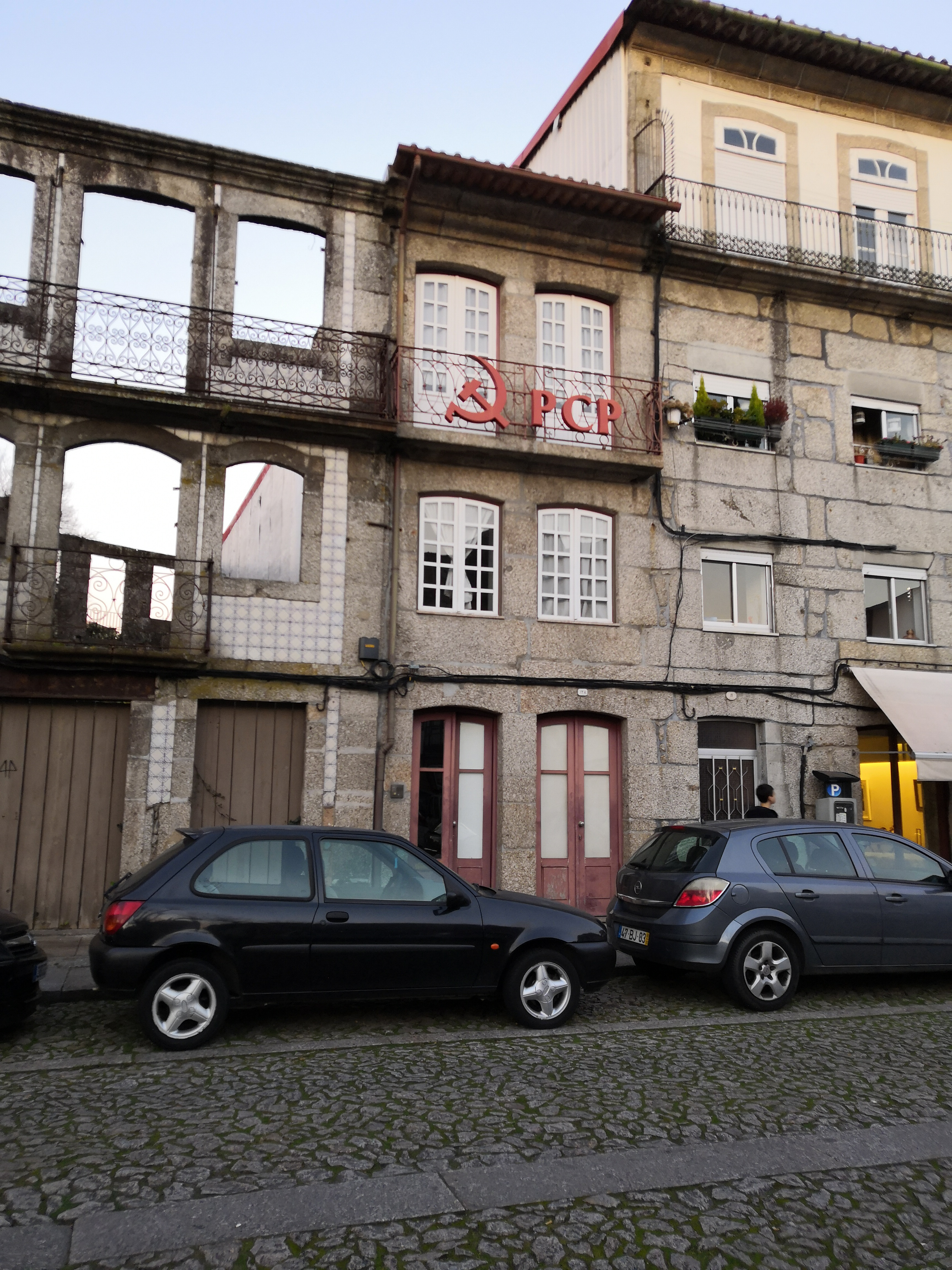
Local de PCP a Guimarães (districte de Braga)

Des del 1986, el PCP forma part de la Coalició Democràtica Unitària Coligção Democrática Unitária, CDU), amb el Partit Ecologista "Els Verds" (Partido Ecologista "Os Verdes", PEV) i la Intervenció Democràtica (Intervenção Democràtica, ID).
El congrés més recent, el dissetè, de novembre de 2005, va elegir Jerónimo de Sousa, un antic treballador metal·lúrgic, com a secretari general.
A les eleccions legislatives portugueses del 20 de febrer de 2005, el PCP va obtenir el 7,60% dels vots (430.000) i 12 diputats (entre 230); el PEV, 2.
A les eleccions municipals de 2005, el PCP va recuperar 7 ajuntaments; en té 32 (de 308), la majoria dels quals a l'Alentejo i a Setúbal, i manté algunes assemblees municipals. L'administració local del PCP es preocupa bàsicament per impedir la privatització de l'aigua, pel finançament de la cultura i de l'educació, per facilitar l'acès a l'esport, per la salut, per promoure la democràcia participativa i per prevenir la corrupció. La presència dels verds a la coalició manté també l'ull viu amb els afers de l'ambient, como ara el reciclatge i el tractament de les aigüeas.
El treball del PCP segueix ara el programa "Democràcia avançada al llindar del segle XXI", que tracta: descriminalització de l'avortament, drets dels treballadors, augment dels costos dels Serveis de Salut i d'Educació, baixos salaris i pensions, imperialisme i guerra, solidaritat amb altres països, com l'Iraq, l'Afganistan, Palestina, Cuba i el País Basc.
El PCP té dos diputats (Ilda Figueiredo i Pedro Guerreiro) al Parlament Europeu, després d'arribar als 9,2% dels vots el 2004. Formen part de l'Esquerra Unitària Europea - Esquerra Verda Nórdica.
El PCP té una editorial, Edições Avante!, que publica i ven llibres relacionats amb el partit o amb el marxisme.
Tots els anys, el primer cap de setmana de setembre, el PCP organitza la Festa do Avante! a Amora, municipi del Seixal.

## Resultats electorals

### Eleccions generals
| Data | Candidat          | Vots      | %          | +/-  | Diputats | +/- | Aliança |
| ---- | ----------------- | --------- | ---------- | ---- | -------- | --- | ------- |
| 1975 | Álvaro Cunhal     | 711.935   | 12,46 (3r) | Nou  | 30 / 250 | Nou | -       |
| 1976 | Álvaro Cunhal     | 788.830   | 14,39 (4t) | 1,93 | 40 / 263 | 10  | -       |
| 1979 | Álvaro Cunhal     | 1.129.322 | 18,80 (3r) | 4,41 | 44 / 250 | 4   | APU     |
| 1980 | Álvaro Cunhal     | 1.009.505 | 16,75 (3r) | 2,05 | 39 / 250 | 5   | APU     |
| 1983 | Álvaro Cunhal     | 1.031.609 | 18,07 (3r) | 1,32 | 41 / 250 | 2   | APU     |
| 1985 | Álvaro Cunhal     | 898.281   | 15,49(4t)  | 2,58 | 35 / 250 | 6   | APU     |
| 1987 | Álvaro Cunhal     | 689.137   | 12,14 (3r) | 3,35 | 29 / 250 | 6   | CDU     |
| 1991 | Álvaro Cunhal     | 504.583   | 8,80 (3r)  | 3,34 | 15 / 230 | 14  | CDU     |
| 1995 | Carlos Carvalhas  | 506.157   | 8,57 (4t)  | 0,23 | 13 / 230 | 2   | CDU     |
| 1999 | Carlos Carvalhas  | 487.058   | 8,99 (3r)  | 0,42 | 15 / 230 | 2   | CDU     |
| 2002 | Carlos Carvalhas  | 379.870   | 6,94 (4t)  | 2,05 | 10 / 230 | 5   | CDU     |
| 2005 | Jerónimo de Sousa | 433.369   | 7,54 (3r)  | 1,40 | 12 / 230 | 2   | CDU     |
| 2009 | Jerónimo de Sousa | 446.994   | 7,86 (5è)  | 0,32 | 13 / 230 | 1   | CDU     |
| 2011 | Jerónimo de Sousa | 441.147   | 7,90 (4t)  | 0,04 | 14 / 230 | 1   | CDU     |
| 2015 | Jerónimo de Sousa | 445.980   | 8,25 (4t)  | 0,35 | 15 / 230 | 1   | CDU     |
| 2019 | Jerónimo de Sousa | 332.473   | 6,33 (4t)  | 1,92 | 10 / 230 | 5   | CDU     |
| 2022 | Jerónimo de Sousa | 242.478   | 4,29 (6è)  | 2,04 | 6 / 230  | 4   | CDU     |
| 2024 | Paulo Raimundo    | 205,551   | 3.2        | 1,09 | 4 / 230  | 2   | CDU     |
| 2025 | Paulo Raimundo    | 183,686   | 2.9        | 0,3  | 3 / 230  | 1   | CDU     |

### Eleccions presidencials
| 1976 | Octávio Rodrigues Pato  | 365,344   | 7,6 / 100  | Derrota |
| 1980 | Carlos Alfredo de Brito | retirat   | -          | Derrota |
| 1986 | Francisco Salgado Zenha | 1.185.867 | 20,6 / 100 | Derrota |
| 1991 | Carlos Carvalhas        | 635.867   | 12,9 / 100 | Derrota |
| 1996 | Jerónimo de Sousa       | retirat   | -          | Derrota |
| 2001 | António Simões de Abreu | 221.886   | 5,1 / 100  | Derrota |
| 2006 | Jerónimo de Sousa       | 466.428   | 8,6 / 100  | Derrota |
| 2011 | Francisco Lopes         | 300.840   | 6,7 / 100  | Derrota |
| 2016 | Edgar Silva             | 182.905   | 4 / 100    | Derrota |
| 2021 | João Ferreira           | 180.473   | 4,3 / 100  | Derrota |

Notes:
- Al 1980, Carlos Brito es va retirar en favor de Ramalho Eanes.
- Al 1986, en la segona ronda, el PCP va recolzar a Mário Soares.
- Al 1996, Jerónimo de Sousa es va retirar en favor de Jorge Sampaio.

### Eleccions europees
| Data | Vots    | %          | +/-  | Diputats | +/- |
| ---- | ------- | ---------- | ---- | -------- | --- |
| 1987 | 646.640 | 11,81 (4t) | Nou  | 3 / 24   | Nou |
| 1989 | 594.961 | 14,88 (3r) | 3,07 | 4 / 24   | 1   |
| 1994 | 339.283 | 11,22 (4t) | 3,66 | 3 / 25   | 1   |
| 1999 | 358.404 | 10,65 (3r) | 0,57 | 2 / 25   | 1   |
| 2004 | 308.858 | 9,47 (3r)  | 1,18 | 2 / 24   | =   |
| 2009 | 379.787 | 10,64 (4t) | 1,17 | 2 / 22   | =   |
| 2014 | 416.151 | 12,7 (3r)  | 2,06 | 3 / 21   | 1   |
| 2019 | 228.156 | 6,88 (4t)  | 5,82 | 2 / 21   | 1   |
| 2024 | 162,734 | 4.12 (6è)  | 2.76 | 1 / 21   | 1   |

## Líders
| Període         | Secretari general | Secretari general |
| --------------- | ----------------- | ----------------- |
| 1921-1929       |                   | José Carlos Rates |
| 1929-1942       |                   | Bento Gonçalves   |
| 1942-1961       | Vacant            | Vacant            |
| 1961-1992       |                   | Álvaro Cunhal     |
| 1992-2004       |                   | Carlos Carvalhas  |
| 2004-2022       |                   | Jerónimo de Sousa |
| 2022-Actualitat |                   | Paulo Raimundo    |